# ۴۵ (پیش از میلاد)
۴۵ (پیش از میلاد) ۴۵مین سال قبل از تقویم میلادی است.